# Visby fögderi
Visby fögderi avsåg den lokala skattemyndighetens verksamhetsområde i nuvarande Gotlands kommun mellan åren 1720 och 1991. Efter detta år omorganiserades skatteväsendet och fögderierna ersattes av en skattemyndighet för varje län - i detta fall den för Gotlands län. År 2004 gick verksamheten upp i det nybildade Skatteverket.
Visby fögderi, omfattade ursprungligen endast staden Visbys stads- respektive landsförsamling, men kom år 1967 att slås samman med öns två andra fögderier med resultatet att hela ön endast omfattade ett. De övriga två omfattade respektive av Gotlands två härader.
- Gotlands norra fögderi (1720-1966)
- Gotlands södra fögderi (1720-1966)